# آخت‌هوفن، هلند جنوبی
اکتون، جنوب هلند (به هلندی: Achthoven, South Holland) یک سکونتگاه مسکونی در هلند است که در Zederik واقع شده‌است.

## خصوصیات
اکتون ۲۶۰ نفر جمعیت دارد.